# Marcel Ketels
Marcel Ketels is een Vlaams blokfuit- en traversospeler.
Hij studeerde oude muziek, theorie en instrumentaal spel aan de Conservatoria van Gent en Brussel bij onder anderen Barthold Kuijken, Oswald van Olmen en Johan Huys. Als solist en in diverse gespecialiseerde ensembles concerteert hij regelmatig in Vlaanderen en in het buitenland. Hij musiceert vaak met clavecinist Guy Penson en luitist Bart Roose.  Hij is verbonden aan het Gentse Muziekconservatorium als docent kamermuziek. Daarnaast is hij voormalig directeur van de Kunsthumaniora Muziek en Dans van het Gemeenschapsonderwijs te Gent. 
In 1980 was hij laureaat van het Musica Antiquaconcours in Brugge.
Momenteel vormt hij met Bart Roose (luit) het Pandora Ensemble.

## Discografie (onvolledig)
- Venetian Music of the 17th Century - Les enemix confus, Passacaille, PAS906